# 마우에스마모셋
마우에스마모셋 (Mico mauesi)은 신세계원숭이에 속하는 마모셋 원숭이의 일종이다. 브라질이 원산지다. 아마조나스주 내의 리오 마우에스 아쑤의 서쪽 사주에서만 발견된다.